# .cat
.cat è un dominio di primo livello generico.
Introdotto nel 2005, il dominio è riservato a siti in lingua catalana e alla promozione delle attività riguardanti la cultura e la società della Catalogna ed è sponsorizzato dalla fondazione catalana puntCAT.
In occasione del referendum sull'indipendenza della Catalogna del 2017 sono stati perquisiti gli uffici della fondazione puntCAT.
Poiché cat in inglese indica il gatto, il sito di suprematisti bianchi Daily Stormer ha adottato il logo del felino prima di essere oscurato. Un altro dominio popolare è nyan.cat che presenta la localizzazione in catalano.